# Hopkinton (Massachusetts)
Hopkinton ist eine Stadt im Middlesex County des Bundesstaats Massachusetts in den  Vereinigten Staaten. Sie ist nach dem Kolonialgouverneur Edward Hopkins benannt. Das U.S. Census Bureau hat bei der Volkszählung 2020 eine Einwohnerzahl von 18.758 ermittelt. 

## Kultur und Sehenswürdigkeiten

### Sport
Hopkinton ist bekannt als Startort des Boston-Marathons, der jährlich am dritten Montag im April (Patriots’ Day) stattfindet.

## Wirtschaft und Infrastruktur
In Hopkinton hatte der Computerspeicher-Hersteller EMC seinen Hauptsitz.

## Persönlichkeiten

### Söhne und Töchter der Stadt
- John Locke (1764–1855), Politiker
- Henry Pickering Walcott (1838–1932), Arzt und Funktionär
- William H. Ryan (1860–1939), Politiker
- Michael J. Lenihan (1865–1958), Brigadegeneral der United States Army
- Franklin Stewart Adams (1885–1964), Organist
- Frank Merrill (1903–1955), General
- Justin Harney (* 1977), Eishockeyspieler